# Äskgöl, Östergötland
Äskgöl är en sjö i Kinda kommun i Östergötland och ingår i Motala ströms huvudavrinningsområde.